# Finland under efterkrigstiden
Den här artikeln behandlar Finlands politik 1944-1991. Efter krigsnederlaget i fortsättningskriget bröt landet med den tidigare utrikespolitiken. Utformad av president Paasikivi innebar den nya politiken att Finland skulle eftersträva förtroendefulla relationer med Sovjetunionen. Den dominerande politikern under denna tid var dock Paasikivis efterträdare Kekkonen som efter att ha varit statsminister i flera omgångar innehade presidentämbetet från 1956 till 1982.
Finlands ekonomi utvecklades starkt under hela efterkrigstiden och precis som i andra utvecklade länder växte industrin på bekostnad av lantbruket. Många finländare valde att flytta till Sverige för att hitta ett arbete.

## Farans år
Perioden 1944-48 benämns ofta "Farans år" i finländsk litteratur. Rädslan var stor att Finlands skulle gå samma öde till mötes som de övriga länderna i Sovjets intressesfär.
I november 1944 bildades en koalitionsregering ledd av Juho Kusti Paasikivi, ledare för Samlingspartiet. I mars 1945 genomfördes de första riksdagsvalet efter kriget. Det Demokratiska Förbundet för Finlands Folk, "folkdemokraterna", som bestod av socialdemokrater och Finlands kommunistiska parti, FKP, fick vara med och bilda regering tillsammans med socialdemokraterna och Agrarförbundet. Folkdemokraten Yrjö Leino fick bli inrikesminister med ansvar för den statliga polisen som Sovjet och delar av FKP tveklöst ville använda för att skapa en "revolutionär situation".
1946 avgick president Mannerheim i förtid av hälsoskäl och genom en undantagslag valde riksdagen den 9 mars 1946 Samlingspartiets Paasikivi till president. Ny statsminister blev folkdemokraten Mauno Pekkala.
Krigsskadeståndet till Sovjetunionen var 300 miljoner dollar i 1938 års kurs. Skadeståndet levererades i varor, särskilt från metallindustrin vilket ledde till utbyggnad av denna bransch. Finland slöt även ett handelsavtal med Sovjetunionen 1945 där trä- och pappersprodukter byttes mot spannmål, bomull och konstgödsel. De ettåriga handelsavtalen fram till 1950 ersattes med femårsavtal och dessa förnyades med jämna mellanrum fram till 1990.

## Krigsansvarighetsprocessen
Vid vapenstilleståndet med Sovjetunionen och Storbritannien hade Finlands regering förbundit sig att ordna med åtal mot krigsförbrytare. Enligt den allierade kontrollkommissionens mening innefattade det inte bara brott mot krigets lagar utan även de personer som kunde anses vara skyldiga till att Finland hamnat i krig med Sovjetunionen. Detta var samma uppfattning som låg till grund för den internationella tribunalen i Nürnberg mot de tyska huvudkrigsförbrytarna. Regeringen tillsatte en kommission som utredde Finlands utrikespolitik från 1938 men denna kom fram till att i stort sett hade regeringens politik godkänts av riksdagen och att det knappast var tal om några lagbrott som kunde leda till åtal. En tyst förutsättning för processen var också att överbefälhavare Mannerheims roll under krigsåren lämnades utanför.
Den allierade kontrollkommission som verkade i landet yrkade på att de ansvariga straffades och i november åtalades åtta personer för att ha varit ansvariga för landets krig. I februari 1946 dömdes förre presidenten Ryti till 10 års tukthus, förre statsministern J.W. Rangell till sex års fängelse, förre statsministern Edwin Linkomies till fem och ett halvt års fängelse, förre statsrådet Väinö Tanner till fem och ett halvt års fängelse, förre statsrådet Henrik Ramsay till två och ett halvt års fängelse, förre statsrådet Antti Kukkonen till två års fängelse, förre statsrådet Tyko Reinikka till två års fängselse och Finlands tidigare ambassadör i Berlin T.M. Kivimäki till fem års fängelse. Samtliga benådades under 1947-49.
Statsminister Paasikivi och justitieminister Kekkonen hade försökt finna former för rättegången som skulle vara en avvägning av den allierade kontrollkommissionens krav, lagstiftningen och den folkliga motviljan mot rättegången. Även om Risto Ryti i egenskap av president var ansvarig för fortsättningskriget hade den dåvarande överbefälhavaren Mannerheim och militärledningen agerat mycket självständigt - men som president var Mannerheim oberörbar. Flera av statsråden kan knappast påstås ha haft något inflytande över utrikespolitiken under kriget och Kivimäki (statsminister under 1930-talet) hade som Finlands sändebud i Berlin varit underordnad regeringen.

## Fredsavtalet och Marshall-hjälpen

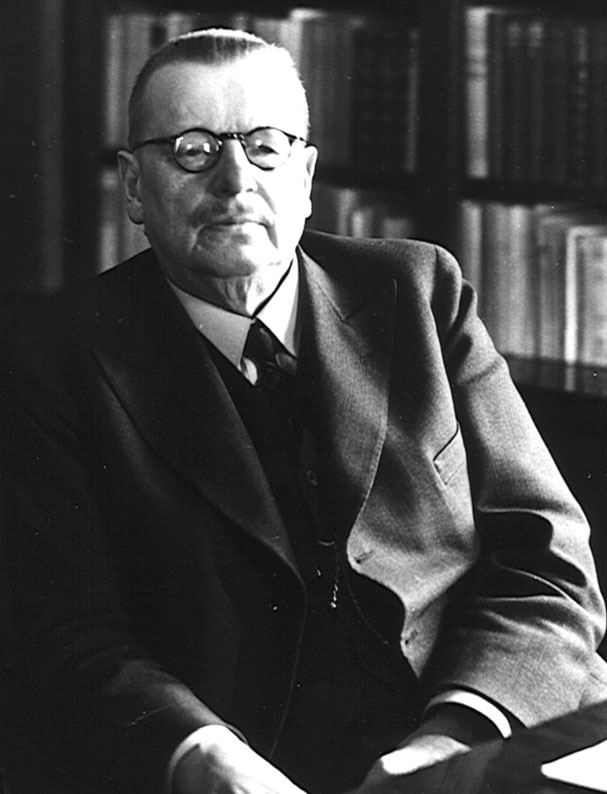
Juho Kusti Paasikivi, Finlands president 1946-1956

Den 10 februari 1947 undertecknades ett fredsavtal i Paris mellan de allierade och fem besegrade stater: Italien, Bulgarien, Rumänien, Ungern och Finland. Något fredsavtal med Tyskland slöts inte förrän 1990 i samband med Två plus fyra-fördraget. I september 1947 kunde den allierade kontrollkommissionen i Finland upphöra med sin verksamhet (sedan avtalet ratificerats av alla parter) och Finland återfick sin suveränitet.
Sommaren 1947 erbjöd USA den så kallade Marshallhjälpen till Europas länder. Istället för att hjälpa enskilda stater ville USA att pengarna skulle fördelas via en samarbetsorganisation. Den 14 juli inleddes en europeisk återuppbyggnadskonferens i Paris. Även Finland var inbjuden men den vice ordföranden i kontrollkommissionen Grigorij Savonenkov meddelade Finlands statsminister att Sovjetunionen motsatte sig att Finland deltog. Konferensen blev startskottet för OECD men det skulle dröja ända till 1968 innan Finland blev medlem.

## VSB-fördraget
Huvudartikel: VSB-avtalet
Redan i januari 1945 hade president Mannerheim börjat fundera på ett försvarsavtal mellan Finland och Sovjetunionen och statsminister Paasikivi stödde denna tanke. Men Sovjet hade kommit överens med övriga allierade att inte ingå några avtal med något besegrat land innan fredsavtal hade slutits. När detta hade skett väntade man i Moskva på att Finland skulle ta ett initiativ i frågan men då var Paasikivi inte längre intresserad eftersom man börjat få ekonomiskt bistånd av USA. Men i ett brev den 22 februari 1948 föreslog Stalin för Paasikivi att länderna skulle ingå ett avtal om vänskap, samarbete och ömsesidigt bistånd. Paasikivi hävdade inför omvärlden att Sovjet hade legitima säkerhetsintressen att försvara och utgick från att Sovjet endast hade defensiva ambitioner och genom att gå Sovjet till mötes kunde Finlands självständighet säkras. Den 6 april 1948 undertecknades Fördrag om vänskap, samarbete och ömsesidigt bistånd, VSB-fördraget. Fördraget skulle gälla i tio år och innebar att om någon försökte anfalla Sovjetunionen över Finlands territorium skulle Finland kunna be Sovjetunionen om militärt bistånd. Trots namnet var det inte fråga om ömsesidigt bistånd, Finland förbehöll sig rätten att vara neutral vid krig mellan andra stater.
Folkdemokraten Yrjö Leino avgick som inrikesminister i maj 1948 efter avslöjanden att Stapo, den statliga polisen, höll på att bli en stat i staten och användes av kommunisterna för att främja en statskupp. Redan i januari 1948 hade det sovjetiska kommunistpartiets centralkommitté sparkat Leino från FKP:s partiledning. Det är en stridsfråga inom finländsk nutidshistoria om FKP planerade en statskupp i april 1948 eller inte. Vid riksdagsvalet i juli gick det dåligt för DFFF och de fick lämna regeringen. När socialdemokraterna bildade regering med K.A. Fagerholm som statsminister inledde den nya regeringen med att upplösa den statliga polisen.

## Paasikivi-linjen
Den så kallade Paasikivi-linjen innebar att Finland utformade sin utrikespolitik så att landet kunde hålla sig utanför stormaktskonflikter. Mot Sovjetunionen eftersträvades förtroendefulla relationer. När Paasikivis dagböcker publicerades 1985 avslöjades dock att till och med Paasikivi själv insåg att den officiella retoriken var förljugen och tillrättalagd. Under fortsättningskriget hade Finlands Rundradio bett Paasikivi att skriva ett tal att läsas upp när tyskarna hade erövrat Leningrad och det bevarade manuskriptet visar hans ryssfientlighet då. Paasikivis utgångspunkt vid tecknandet av VSB-avtalet att Sovjet endast hade fredliga avsikter gentemot Finland var endast ägnat att lugna allmänheten men som realpolitiker såg han inget annat alternativ.
Fagerholms regering utsattes redan från början av hård kritik från den sovjetiska pressen men i december kunde man förnya det finsk-sovjetiska handelsavtalet för ytterligare ett år. Istället hade FKP anordnat demonstrationer och vilda strejker under hösten med syfte att skapa misstro på arbetsmarknaden, ta makten över fackföreningarna från socialdemokraterna och fälla regeringen. Strejkerna fortsatte under våren och sommaren 1949 men regeringen lyckades rida ur stormen.
Till presidentvalet i februari 1950 kandiderade Kekkonen för första gången men Paasikivi blev omvald. Efter presidentvalet blev Kekkonen statsminister. Med dennes kontakter både med de inhemska kommunisterna och med Moskva kunde östrelationerna förbättras avsevärt de följande månaderna. Fram till 1956 hade Finland sju regeringar, fem ledda av Kekkonen, en av Svenska Folkpartiets Ralf Törngren och en expeditionsministär ledd av Framstegspartiets Sakari Tuomioja - i huvudsak kombinationer av Agrarförbundet och socialdemokraterna.
När Nordiska rådet bildades i mars 1952 valde Finland att stå utanför eftersom man anade att Sovjet skulle motsätta sig ett finländskt medlemskap. Några månader tidigare hade Kekkonen i en artikel Agrarförbundets tidning framkastat förslaget att hela Norden skulle bilda en säkerhetspolitiskt neutral zon. Kontakter med det sovjetiska sändebudet hade gett honom grönt ljus med förslaget och den svenska statsministern Erlander hade visat intresse. Men eftersom Danmark och Norge redan var medlemmar av NATO är det oklart vad Kekkonen trodde sig kunna uppnå.

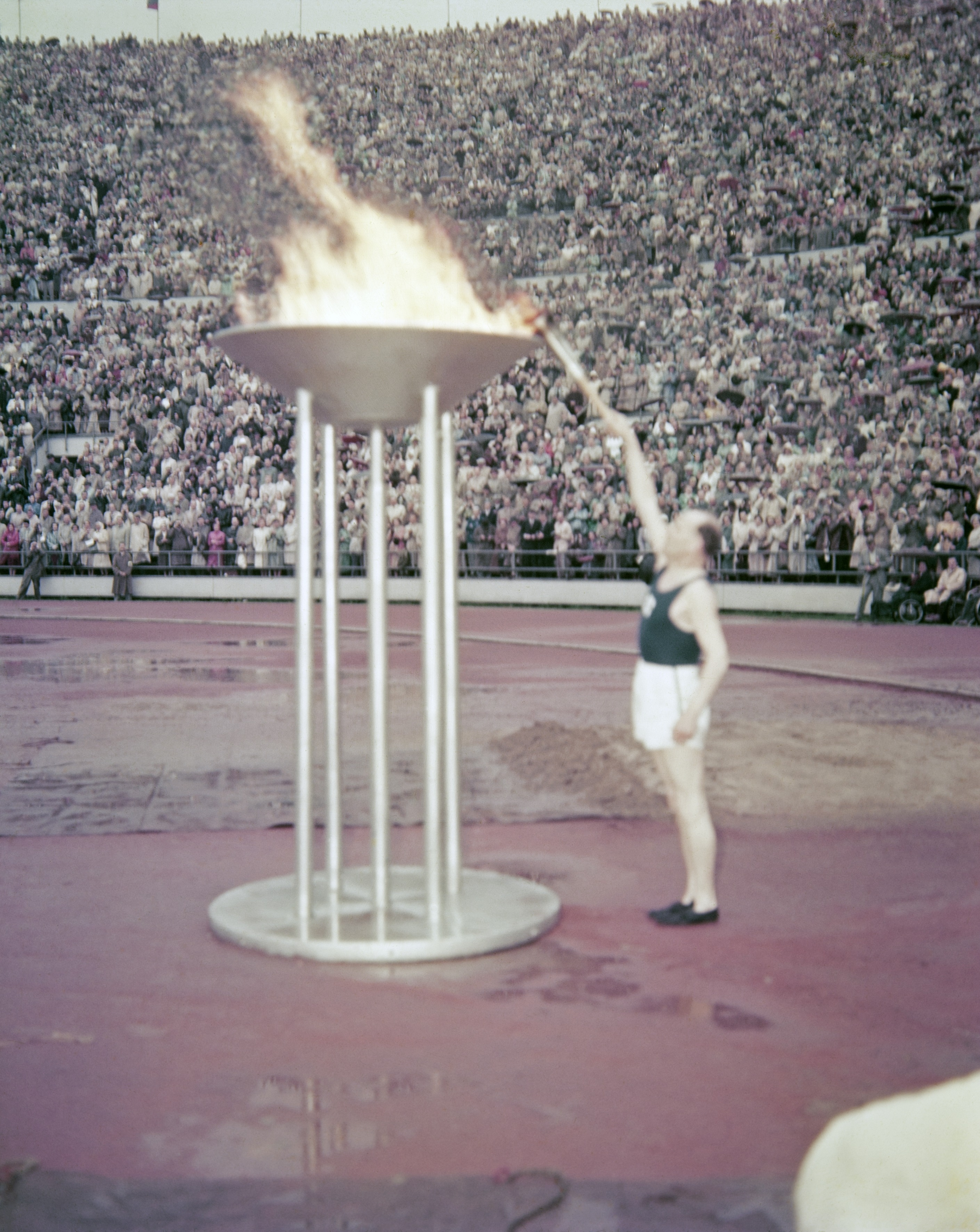
Paavo Nurmi tänder den olympiska elden vid OS 1952

Finland hade tilldelats sommarolympiaden 1940 men de fick ställas in på grund av andra världskriget. Istället arrangerade Helsingfors sommarolympiaden 1952.
Fram till Stalins död i mars 1953 höll Finland en låg profil i utrikespolitiken. Under början av 1950-talet hade president Paasikivi stämplats som reaktionär Wall Street-lakej i den sovjetiska pressen men i september 1954 tilldelades han istället Leninorden. Det spekulerades i att Paasikivi inte skulle ställa upp till omval som president och därför började ett spel där framstående politiker som Kekkonen, Svenska Folkpartiets Ralf Törngren och socialdemokraternas Väinö Leskinen gjorde utspel för att bevisa sin trovärdighet vad gäller relationerna med Sovjetunionen inför det kommande presidentvalet. Kekkonen lyckades dock övertrumfa motståndarna genom tre utrikespolitiska segrar under sin tid som statsminister: Hösten 1955 beslöt Sovjet återlämna militärbasen i Porkala väster om Helsingfors samt tillät Finland att från december 1955 bli medlem av Nordiska rådet och medlem av FN. Kekkonens anhängare förespeglade att ett återlämnade av Karelen var möjligt.
Med utrikespolitisk vind i seglen kunde Kekkonen därför framställas som en garant för fortsatt goda relationer med Sovjetunionen. Begreppet "Paasikivi-Kekkonenlinjen" slog igenom inför valet som en beteckning på den utrikespolitik som Paasikivi fört och som Kekkonen ville fortsätta föra. Den 15 februari 1956 valdes Kekkonen med minsta möjliga marginal, 151 av 300 elektorer, till Finlands president.

## Kekkonen blir president
Kekkonen fortsatte den försiktiga utrikespolitik som Paasikivi hade angett. När FN:s generalförsamling röstade om att fördöma Warszawapaktens ockupation av Ungern röstade Finland blankt. Regeringen deltog en kort tid senare, den 7 november 1956, i firandet av oktoberrevolutionen på den sovjetiska ambassaden. När Yrjö Leino, kommunistisk inrikesminister under åren efter kriget skulle publicera sina dagböcker från 1944-1948 ordnade Kekkonen att förlaget ställde in publiceringen.
Efter att löne- och prisregleringen avskaffats under hösten 1955 hade priserna ökat kraftigt och när löneförhandlingarna strandade utbröt en storstrejk den 1 mars 1956 som varade i 20 dagar. Statens ekonomi var i kris och arbetslösheten nådde 1930-talets nivåer. Kekkonen hade utsett en koalitionsregering mellan Agrarförbundet och socialdemokraterna men inom socialdemokraterna utbröt en ledarstrid mellan Väinö Tanner (som straffades för krigsförbrytelser efter kriget) och Emil Skog. Tanner blev vald till partiordförande men de så kallade skogiterna bildade en egen riksdagsgrupp och de två falangerna kämpade om makten över fackföreningsrörelsen. De två fraktionerna motarbetade varandra på alla sätt vilket ledde till att Finland under de nästa två åren leddes av sju regeringar. Skogiterna stod till vänster om majoriteten inom det socialdemokratiska partiet och fick både moraliskt och ekonomiskt stöd från Sovjetunionen.

## Nattfrosten
Huvudartikel: Nattfrosten

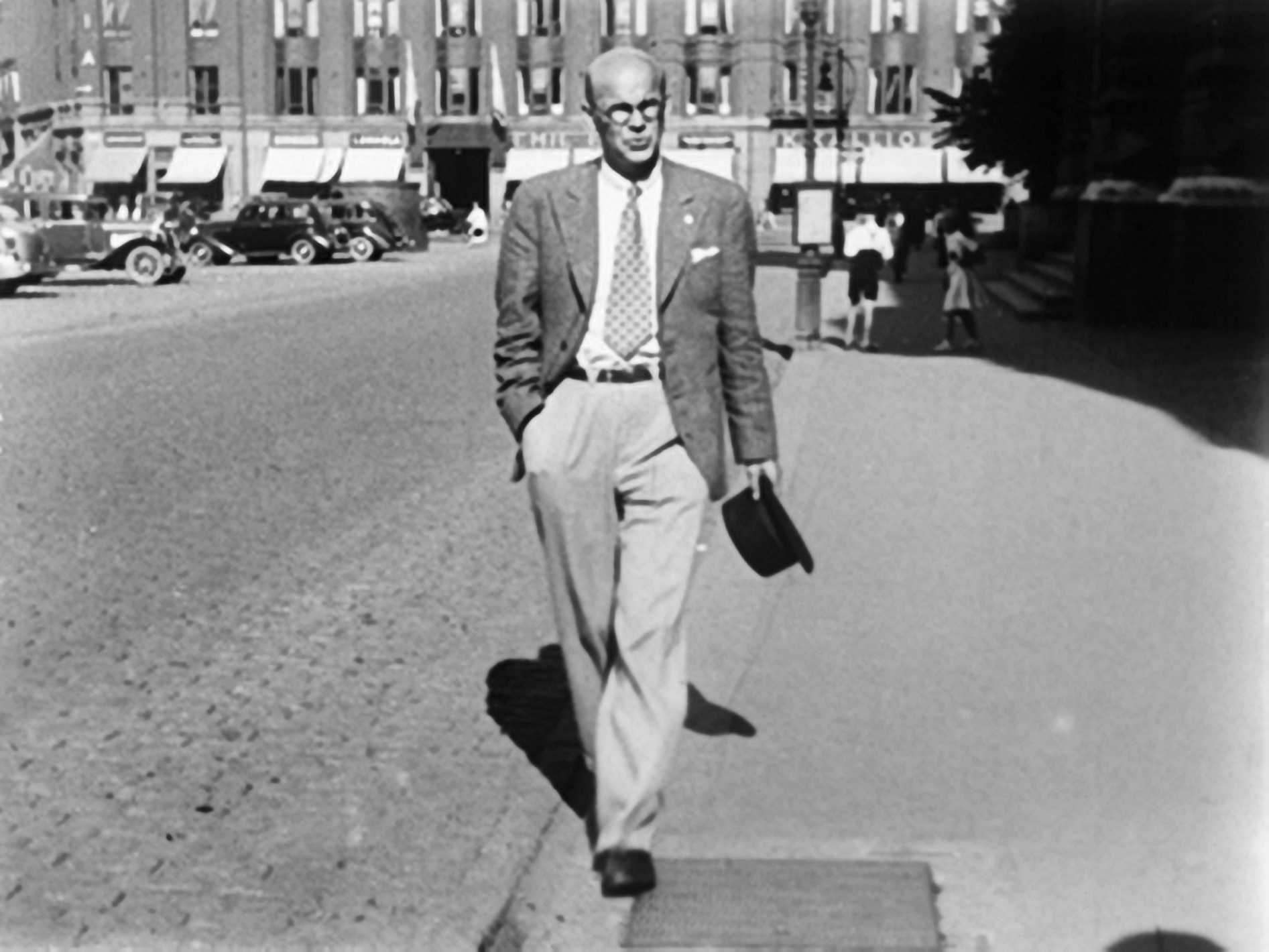
Urho Kekkonen, Finlands president 1956-1982

Vid riksdagsvalet 1958 gick Samlingspartiet och DFFF framåt. Samlingspartiet, socialdemokraterna under Väinö Tanner, Svenska Folkpartiet och finska folkpartiet enades om ett regeringsprogram. Kekkonen var mycket kritisk till koalitionen med tanke på relationerna till Sovjetunionen men i brist på ett realistiskt alternativ fick K.A. Fagerholm bilda regering den 29 augusti 1958 med denna sammansättning. Den sovjetiska reaktionen på de nya regeringen lät inte vänta på sig: den sovjetiske ambassadören Viktor Lebedev kallades hem och förhandlingarna om ett förnyat handelsavtal avbröts. Från Sovjets sida ansåg man att koalitionen inte stödde Kekkonens sätt att sköta östrelationerna men också att Fagerholm kunde bli ett hot mot Kekkonens chanser vid presidentvalet 1962. Från den sovjetiska ambassaden lät man Kekkonen veta att Moskva eventuellt skulle föreslå militära konsultationer i enlighet med VSB-fördraget. Detta ledde till att först Agrarförbundet lämnade regeringen och sedan till att hela regeringen avgick i december 1958. När Kekkonen efteråt besökte Leningrad höll Chrusjtjov ett tal där han gjorde klart att det inte räckte med att Finland officiellt förde en utrikespolitik som tog hänsyn till de sovjetiska intressena utan man fick endast ha regeringar med partier som också trovärdigt stödde denna politik.
Kekkonens försiktighet belönades dock av Moskva. När EFTA grundades våren 1959 befarade många att utan ett medlemskap skulle finländska exportvaror utkonkurreras av höga tullar. Kekkonen försäkrade att ett medlemskap inte skulle fresta på relationerna till Sovjet och i september 1960 tillät Moskva att Finland blev associerad medlem av EFTA.

## Notkrisen
Huvudartikel: Notkrisen
Den 30 november 1961 meddelade den sovjetiske utrikesministern Andrej Gromyko att man ville inleda militära konsultationer med Finland i enlighet med VSB-fördraget. Kekkonen befann sig på statsbesök i USA. Gromyko lät den finländske utrikesministern få veta att Moskva såg med oro på hur det än en gång uppkommit en politisk gruppering som inte stödde den förda utrikespolitiska linjen. Med det avsågs de partier som hade ingått i koalitionsregeringen 1958 och som nu förde fram en gemensam kandidat till presidentvalet 1962, Olavi Honka. Hur mycket Kekkonen visste vad som skulle hända innan avresan till USA är oklart men den oro som krisen gav upphov till ökade hans chanser i presidentvalet. Kekkonen lät upplösa riksdagen två veckor senare och lät utlysa nyval till januari 1962 och presidentval tio dagar senare. Vid ett möte mellan Kekkonen och Chrusjtjov i Novosibirsk hade Sovjet dragit tillbaka begäran om konsultationer och efter att ha bevisat att Moskva hyste förtroende för honom vann Kekkonen presidentvalet med 199 av 300 elektorer.

## Kekkonens andra mandatperiod
Fram till riksdagsvalet 1966 hade Finland därefter fem regeringar med Agrarförbundet i spetsen och med stöd av Samlingspartiet och folkpartierna i olika kombinationer. Socialdemokraterna, särskilt den skogitiska falangen, hade gjort ett dåligt riksdagsval 1962 och man försökte nu ena partiet. Partiordförande Väinö Tanner och partisekreterare Väinö Leskinen avgick och Rafael Paasio blev ny partiordförande. 1964 återvände Emil Skog och de flesta oppositionella till moderpartiet. Samtidigt förbättrade man relationerna till Kekkonen och förklarade sig stå bakom Kekkonens utrikespolitik. De nya tongångarna ledde till en jordskredsseger i riksdagsvalet 1966. Även kommunistpartiet, FKP, gav plats för en ny generation av reformsocialister istället för de stalinister som dittills styrt partiet. Den Moskva-trogna falangen under ledning av Taisto Sinisalo, taistoiterna skulle dock finnas kvar i två decennier till.
Precis som det svenska Bondeförbundet innan bytte Agrarförbundet namn till Centerpartiet 1965 som en följd av samhällets urbanisering. Partiet ville med namnbytet förändra den traditionella bilden att partiet var ett renodlat parti för landsbygden.  Som en motreaktion bildades Finlands landsbygdsparti under ledning av Veikko Vennamo. Landsbygdspartiet kom in i riksdagen 1966 med sin kritik av centralisering och sin retorik där man påstod sig företräda småfolkets intressen framför "herrarna i Helsingfors".
Efter riksdagsvalet 1966 bildades en center-vänster-regering under ledning av Rafael Paasio och med socialdemokraternas stjärna på uppgång, Mauno Koivisto, som finansminister. Finlands ekonomi hade hamnat i kris med ökad emigration, 1964-1965 flyttade över 20 000 finländare till Sverige, men i oktober 1967 genomfördes en devalvering på 31 procent som lyckades vända konjunkturen. Den goda ekonomin fick en avgörande betydelse till presidentvalet 1968 som Kekkonen vann redan i första omgången. Vid den följande regeringsombildningen blev Koivisto statsminister.

## Aktivare utrikespolitik
På grund av avspänningen i kalla kriget mellan USA och Sovjetunionen kunde Finland under 1960-talet gå in för en aktivare neutralitetspolitik. Utrikespolitiken sköttes så att landet inte tog ställning i konflikter mellan stormakterna. Finlands FN-sändebud Ralph Enckell förklarade att medan Finland försöker sköta sina relationer till öst och väst lika bra försöker Sverige sköta dem lika dåligt. Att så klart ta ställning som Olof Palme gjorde när han deltog i ett demonstrationståg tillsammans med Nordvietnams ambassadör 1966 hade varit omöjligt för en finländsk politiker.
Finland blev 1963 erbjuden en observatörspost i Europarådet men tackade nej - man ville först bli medlem av OECD och tyckte inte att Finland kunde utmana Sovjet genom att ansluta sig till två organisationer för Västeuropas länder samtidigt. Finland blev inte medlem av Europarådet förrän i april 1989.
I maj 1963 föreslog Kekkonen att hela Norden borde bli en kärnvapenfri zon. Förslaget bemöttes lika avvisande som Kekkonens förslag om nordisk neutralitet från 1952. Utspelet tolkades som att Kekkonen gick Moskvas ärenden - en kärnvapenfri zon i Norden skulle inte kosta Sovjet något. För Danmark och Norge som NATO-medlemmar var det omöjligt och Sveriges statsminister Tage Erlander var privat av den uppfattningen att Sverige inte kunde avstå från möjligheten att skaffa egna kärnvapen. Kekkonens utspel kan dock tolkas som att han ville inskärpa Finlands neutralitet för omvärlden - en neutralitet som skulle sätta gränser för Sovjets handlingsutrymme. Kekkonen skulle återkomma till förslaget flera gånger under 1960- och 1970-talet.
Den finländska profilen i utrikespolitiken blev allt tydligare från mitten av 1960-talet med hjälp av FN. Hösten 1966 röstade Finland för en resolution som fördömde apartheidregimen i Sydafrika. Finland skickade fredsbevarande trupper till Cypern och Sinai. Efter Warszawapaktens invasion av Tjeckoslovakien nöjde sig regeringen dock med ett beklagande. På förslag av Finland blev också Helsingfors värd för nedrustningsförhandlingarna SALT I mellan USA och Sovjetunionen i oktober 1969 och Europeiska säkerhets- och sambandskonferensen, ESSK, 1975.
Det var 1966 som Finland blev ordförande för FN:s Sydvästafrikakommitté. Kommittén lyckades dock inte mäkla fred i Namibia utan det lyckades först två decennier senare under Martti Ahtisaaris ledning.
1969 blev Finland medlem av FN:s säkerhetsråd. Den aktiva neutralitetspolitiken där Finlands neutrala ställning ständigt underströks sågs som problematisk i Moskva och när FN-ambassadören Max Jakobson, arkitekten bakom denna politik, kandiderade till posten som FN:s generalsekreterare 1971 gjorde Sovjet klart att de motsatte sig honom då han ansågs vara alltför västvänlig. Ny generalsekreterare blev istället österrikaren Kurt Waldheim.
Riksdagsvalet 1970 blev en förlust för den center-vänster-koalition som bildat regering. Valets segrare blev Samlingspartiet och det populistiska Finlands landsbygdsparti men Kekkonen ville inte se dessa i regeringsställning och bildade en bred koalitionsregering av Centern, socialdemokraterna, DFFF, liberalerna och Svenska folkpartiet. Ekonomin var i kris och 1971 blev det värsta strejkåret sedan 1956. Kekkonen lät utlysa förtida riksdagsval till januari 1972 vilket gav en socialdemokratisk minoritetsregering under Rafael Paasio. Den ekonomiska krisen krävde dock beslut som endast en majoritetsregering kunde ta och i september 1972 blev Kalevi Sorsa statsminister för en koalitionsregering av socialdemokraterna, Centern och folkpartierna.
Kekkonen hade redan 1967 gjort klart att han inte skulle ställa upp i presidentvalet 1974 utan skulle ägna sig åt memoarskrivande istället. Då skulle han vara 74 år och ha varit president i 18 år. Kekkonens kronprins blev istället Ahti Karjalainen som varit både statsråd och statsminister och som stödde Kekkonens utrikespolitik. Men under 1971 tog Kekkonen sin hand ifrån honom och försvarade inte Karjalainen när denne fick kritik för att vara en undfallenhetsman gentemot Sovjet. Från Leonid Brezjnev fick Kekkonen höra att Finlands politiska framtid stod på spel. Från Sovjets sida såg man Kekkonen som ett villkor för att Finland skulle kunna skriva under det färdigförhandlade EEG-avtalet. Kekkonen ville dock inte ställa upp i ett normalt presidentval utan riksdagen röstade 1973 igenom en särskild undantagslagstiftning som gjorde Kekkonen till president för 1974 - 1978.
Vid ESSK-konferensen sommaren 1975 skrev de 35 statscheferna under Helsingforsavtalet som dels ville öka förtroendet mellan öst och väst, dels utveckla handel och forskning mellan länderna, dels garantera mänskliga rättigheter för alla människor. Konferensen blev Kekkonens största utrikespolitiska framgång Därefter skulle hans höga ålder innebära minskad internationell aktivitet för Finland under många år framöver. Efter Sovjets intåg i Afghanistan i januari 1980 röstade FN:s generalförsamling för att kräva ett tillbakadragande, men Finland röstade blankt.

## Ekonomisk kris
Ekonomin i efterkrigsfinland varierade mellan ekonomiska uppgångar och massarbetslöshet, framförallt i inre- norra och östra Finland. De närmaste åren efter kriget bjöd staten ut stora marker till nyodling för de bönder som hade evakuerats från det nyss avträdda Karelen. Småbruken visade sig dock i längden inte vara livskraftiga och många började försvinna under 1960-talet. Det var först under 1960-talet som en hastig urbanisering åter kom igång i Finland men så sent som 1960 bodde 40 procent av befolkningen fortfarande på landsbygden. Städerna kunde inte heller svälja all den nya befolkning som flyttade in, och högre löner samt en stor kulturell likhet med den egna finska kulturen ledde till en omfattande emigration från Finland till Sverige på 400 000 mellan 1950 och 1980, varav cirka hälften av emigranterna under samma tidsperiod återvände till Finland. 
Den finländska ekonomin var av flera anledningar speciell jämfört med de flesta andra europeiska ländernas på grund av vänskapspakten med Sovjetunionen, skogsindustrins och verkstadsindustrins stora betydelse och annat. Efter hand blev Finland alltmer integrerat i den övriga västerländska internationella världsekonomin, men kunde dra stora fördelar av vänskapspakten genom att man köpte råvaror från Sovjetunionen till underpriser jämfört med världsmarknadspriset. 
Efter riksdagsvalet 1975 tillsattes ånyo en center-vänster-regering men på grund av den dåliga ekonomin blev regeringarna de närmaste åren kortvariga, olika kombinationer av Centern, socialdemokraterna, DFFF och folkpartierna. Ekonomin hade drabbats av hög arbetslöshet, hög inflation och minskande export. Först under 1978 var ekonomin på bättringsvägen. Inför presidentvalet 1978 hade en majoritet av riksdagspartierna bett Kekkonen kandidera och han valdes till sin femte mandatperiod med 259 av 300 elektorer utan att ha några seriösa utmanare. Kekkonen var då en levande symbol för Finlands efterkrigshistoria som ingen ville utmana - åtminstone inte något av de etablerade partierna.
Riksdagsvalet 1979 blev en framgång för Samlingspartiet men Kekkonen utsåg socialdemokraternas Mauno Koivisto till statsminister för en koalitionsregering. Koivisto hade under krisåren varit chef för centralbanken Finlands Bank men nu kallats tillbaka som regeringsmakare. Koivisto kunde framgångsrikt manövrera mellan försök att fälla regeringen. Kekkonens hälsa hade blivit allt sämre under flera år och i september 1981 hade han kollapsat och blev tvungen att ta sjukledigt. Efter att Kekkonen lämnat in sin avskedsansökan den 26 oktober 1981 utlystes presidentval till februari 1982. Vid detta val vann Koivisto redan i första omgången med 167 av 301 elektorer och utsågs till Republiken Finlands nionde president.
Under senare delen av 1980-talet förbättrades ekonomin rejält, tillväxttalen var bland Europas högsta och arbetslösheten låg på strax under 3 % våren 1989 vilket historiskt sett varit en låg siffra i Finland.